# Вале Барони (Пескара)
Вале Барони (итал. Valle Baroni) је насеље у Италији у округу Пескара, региону Абруцо.
Према процени из 2011. у насељу је живело 33 становника. Насеље се налази на надморској висини од 362 м.